# Clifford William Robinson

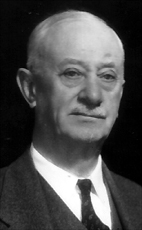
Clifford William Robinson

Clifford William Robinson (* 1. September 1866 in Moncton, New Brunswick; † 27. Juli 1944 in Montreal, Québec) war ein kanadischer Rechtsanwalt und Politiker der Liberalen Partei Kanadas, der unter anderem zwischen 1907 und 1908 Premierminister von New Brunswick sowie von 1924 bis zu seinem Tode 1944 Bundessenator für New Brunswick war.

## Leben

### Minister, Premier und Oppositionsführer in New Brunswick
Clifford William Robinson absolvierte ein Studium an der Mount Allison University und arbeitete daraufhin zwischen 1886 und 1889 als Buchhalter. Nach einem Studium der Rechtswissenschaften nahm er eine Tätigkeit als Rechtsanwalt auf. Sein politisches Engagement begann er in der Kommunalpolitik und war zwischen 1895 und 1896 Beigeordneter (Alderman) seiner Geburtsstadt Moncton. Bei der kanadische Unterhauswahl am 23. Juni 1896 kandidierte er für die Liberale Partei Kanadas im Wahlkreis Westmorland für ein Mandat im Unterhaus von Kanada, verpasste aber mit 3.427 Stimmen ein Abgeordnetenmandat. Daraufhin war er 1897 kurzzeitig Bürgermeister von Moncton. Am 5. Juni 1897 wurde er für die New Brunswick Liberal Association im Wahlkreis Westmorland erstmals zum Mitglied der Legislativversammlung von New Brunswick gewählt und gehörte dieser bis zum 20. Juni 1912 an. Er wurde am 28. Februar 1901 als Nachfolger von John Percival Burchill als Speaker of the Legislative Assembly Parlamentspräsident und bekleidete dieses Amt bis zum 6. März 1906, woraufhin Charles J. Osman seine Nachfolge antrat. Er war zeitweilig auch Herausgeber der Tageszeitung Moncton Transcript.
Während der Amtszeit von Premier William Pugsley war er zwischen dem 6. März und dem 30. April 1907 zunächst als Minister ohne Geschäftsbereich (Minister without Portfolio) Mitglied des Exekutivrates (Member of the Executive Council), der Regierung der Provinz. Am 30. April 1907 wurde er Provinzsekretär (Provincial Secretary) und bekleidete das Amt bis zum 20. März 1908. Am 31. Mai 1907 wurde er als Nachfolger von Pugsley selbst Premierminister von New Brunswick und bekleidete dieses Amt bis zum 23. März 1908 inne, woraufhin John Douglas Hazen von der Progressive Conservative Party of New Brunswick sein Nachfolger wurde. Bei der Wahl zur Legislativversammlung am 3. März 1908 erlitt Robinsons Liberal Association eine Niederlage und erreichte nur noch zwölf der 45	Mandate, während Hazens Progressive Conservative Party mit 31 Mandaten eine deutliche Mehrheit erhielt, und zwei weitere Sitze an parteilose Bewerber fielen. Daraufhin übernahm Robinson vom 24. März 1908 bis 1912 die Funktion als Oppositionsführer (Leader of the Opposition) in der Legislativversammlung.
Am 24. Februar 1917 wurde Clifford William Robinson für die Liberal Association im Wahlkreis Moncton City wieder zum Mitglied der Legislativversammlung gewählt, der er nunmehr bis zum 1. Mai 1924 angehörte. In der Regierung von Premier Walter Edward Foster übernahm er am 4. April 1917 erneut das Amt als Minister ohne Geschäftsbereich und hatte dieses bis zum 1. Oktober 1920 inne. Im Zuge einer Umbildung der Regierung von Premier Foster wurde er am 1. Oktober 1920 Minister für Land und Bergbau (Minister of Lands and Mines) und bekleidete dieses vom 28. Februar 1923 bis zum 5. Mai 1924 auch in der darauf folgenden Regierung von Premier Peter Veniot.

### Bundessenator
Am 5. Mai 1924 wurde Robinson für die Liberale Partei von Premierminister William Lyon Mackenzie King zum Bundessenator für New Brunswick ernannt und hatte dieses Amt bis zu seinem Tode am 27. Juli 1944 inne. Während seiner mehr als zwanzig Jahre dauernden Mitgliedschaft im Senat von Kanada war er Mitglied zahlreicher Ständiger Ausschüsse und Sonderausschüsse. Während der 17. Legislaturperiode (1930 bis 1935) war er zeitweise Vorsitzender eines Sonderausschusses zur Prüfung der öffentlichen Haushalte sowie in der 18. Legislaturperiode (1935 bis 1940) und 19. Legislaturperiode (1940 bis 1944) zeitweilig Vorsitzender des Ständigen Ausschusses für Scheidungen.

## Weblink
- The Hon. Clifford William Robinson, Senator. Parlament von Kanada (englisch).